# 岩手県道267号松川千厩線
岩手県道267号松川千厩線（いわてけんどう267ごう まつかわせんまやせん）は、岩手県一関市を通る一般県道である。

## 概要
バイパスが開通した際の旧道で、線形はおおむね直線となっている。

### 路線データ
- 起点：一関市東山町松川字台（岩手県道282号東山薄衣線交点）
- 終点：一関市千厩町千厩字摩王（国道456号交点）

## 地理

### 通過する自治体
- 一関市

### 交差する道路
- 岩手県道282号東山薄衣線
- 国道456号